# 사이프 앗딘 가지 1세
사이프 앗딘 가지 1세 (1149년 죽음) 은 장기 왕조의 군주로, 1146년부터 1149년까지 모술의 아타베그였다. 그는 알레포와 모술을 지배한 이마드 앗딘 장기의 맏아들이다.

## 생애
1143년, 이마드 앗딘 장기가 에데사 백국 정복에 매진하고 있을 때, 사이프 앗딘은 그의 대리로 술탄 기야스 앗딘 마수드 2세의 궁정에 있었다.
1146년 9월 15일에 장기가 칼라트 자바르 포위 도중에 가신들의 손에 죽임을 당하자 그의 군대는 둘로 나뉘었다. 한 군대는 장기와 동행한 그의 차남 누르 앗딘 마흐무드이 이끌었고, 이들은 알레포로 향했다. 또 다른 군대는 셀주크 술탄 마흐무드 2세의 아들 알프 아르슬란이 이끌었다. 장기의 부하들은 알프 아르슬란에게 장기가 그의 노예(굴람 또는 맘루크)였음으로 장기의 영지는 모두 그의 것이라고 주장하며 그를 부추겼다.
그때 가지는 아버지를 대신해서 모술을 지키고 있었다. 이때 알프 아르슬란은 자신에 대한 반란을 두려워 해서 군대를 도망쳤는데, 결국에는 병사들의 손에 잡혀 그들과 함께 모술로 갔다. 그러는 동안 가지는 모술을 확고히 장악하고 술탄 마수드의 인정 또한 받아냈다. 알프 아르슬란은 모술에서 가지에게 체포되어 성채에 유폐되었다.
그의 동생들 역시 나름대로 아버지의 영지를 확보했다. 차남 누르 앗딘 마흐무드는 알레포와 에데사를 장악했고, 삼남 누스라트 앗딘 아미르아미란은 하란을 차지했다. 사남 쿠틉 앗딘 마우두드는 홈스를 지배하게 되었다. 이후 형제들은 연장자인 사이프 앗딘에게 충성을 맹세하고, 평화협정을 맺었다. 형제들 중 특히 누르 앗딘은 군사 행동이나 전리품 분배 등에서 연장자를 존중하는 관습이 유지되게끔 노력했다. 그러는 동시에 이들은 장기의 제국을 분할하기로 암묵적으로 합의했다. 사이프 앗딘은 자지라 지역을 다스리게 되었고, 누르 앗딘은 알레포와 에데사를 포함한 시리아 북부를 지배하게 되었다. 이를 통해 누르 앗딘은 전적으로 시리아의 프랑크인들과 싸우는데 집중할 수 있었고, 사이프 앗딘은 이라크의 칼리프, 술탄, 아미르들과 싸우는데 집중할 수 있었다.
이무렵 다마스쿠스 인근에서 이마드 앗딘 장기를 살해한 야란카슈가 붙잡혔고, 다마스쿠스의 지배자는 그를 알레포의 누르 앗딘에게 보냈다. 누르 앗딘은 야란카슈를 다시 모술의 형인 사이프 앗딘에게 보냈고, 사이프 앗딘은 그를 처형했다.
1148년 제2차 십자군이 다마스쿠스를 포위하자 다마스쿠스의 아타베그 무인 앗딘 우나르는 인근의 무슬림 군주들에게 원군을 요청했다. 사이프 앗딘 역시 동생 누르 앗딘과 함께 군대를 이끌고 다마스쿠스로 왔다. 사이프 앗딘은 다른 무슬림 군주들과 별개로 십자군과 협상을 맺었다. 반면 누르 앗딘은 후퇴하는 십자군을 공격해 대승을 거두고, 이때 얻은 전리품들을 형 사이프 앗딘, 셀주크 술탄 마수드, 바그다드의 칼리프 알무스타디 등에게 선물로 보냈다.(다마스쿠스 공방전)
1149년 11월, 사이프 앗딘은 병사했다. 그의 지위는 쿠틉 앗딘 마우두드가 이어받았다. 이때 누르 앗딘은 신자르를 확보하고 모술로 진군하려고 했었다. 하지만 그의 장교들이 무슬림들간의 싸움은 프랑크인들에게 도움이 될 것이라며 싸우기를 거부했기 때문에, 결국 쿠틉 앗딘의 지위를 인정했다. 이후 모술을 포함한 자지라 지역을 지배한 장기 왕조의 군주들은 모두 쿠틉 앗딘 마우두드의 후손들이다.

## 같이 보기
- 장기 토후국

## 참고 서적
- Nagendra Kr Singh, International encyclopaedia of Islamic dynasties, Anmol Publications PVT. LTD., 2002.
- Ibn Khallikan, Ibn Khallikan's Biographical dictionary, 2, Oriental Translation Fund of Great Britain and Ireland, 1843.
- René Grousset, Histoire des croisades - II. 1131-1187 L'équilibre, Paris, Perrin, 1935.
- 아민 말루프 지음, 김미선 옮김, 『아랍인의 눈으로 본 십자군 전쟁』, 아침이슬, 2002.
- 柳谷あゆみ「ザンギー朝二政権分立期の研究 --モスル政権の動向から」『史学』第71巻(第2・3号)　慶應義塾大学 三田史学会、2002年6月。

| 전임 이마드 앗딘 장기 | 모술의 아타베그 1146년 ~ 1149년 | 후임 쿠틉 앗딘 마우두드 |